# Complejo deportivo Mardan
El Complejo Deportivo Mardan es un estadio multiusos en Aksu, Antalya, Turquía.
El estadio Mardan Antalyaspor  en el complejo, que incluye dos estadios polivalentes construidos de acuerdo con los estándares de la UEFA , también fue sede del Antalyaspor. El estadio perteneciente al Mardan Palace se muestra como uno de los mejores estadios boutique del mundo.
El complejo, que le costó al empresario azerí Telman Sarkhan Ismailov 400.000.000 de dólares , se utilizó por primera vez en el Campeonato de Europa de fútbol sub-17 de 2008.
Actualmente se utiliza principalmente para partidos de fútbol y albergó partidos durante el Campeonato Europeo Sub-17 de la UEFA de 2008, incluida la final. El estadio tiene una capacidad para 7.428 espectadores.